# Цифровое телевидение (медиакомпания)
«Цифровое телевидение» (АО «ЦТВ») — российский медиахолдинг на рынке платного телевидения. В состав холдинга входит 22 телеканал (познавательные, развлекательные, детские, киноканалы и др.), а также компании для создания, продвижения, дистрибуции и монетизации различного телевизионного контента.

## История
Акционерное общество «Цифровое телевидение» (ЦТВ) было создано 18 апреля 2013 года. Учредителем ЦТВ выступила Всероссийская государственная телевизионная и радиовещательная компания (ВГТРК). В состав ЦТВ первоначало вошли десять телеканалов: «Моя планета», «Россия HD», «Спорт», «Спорт-1», «Сарафан», «Русский бестселлер», «Русский роман», «Наука 2.0», «Бойцовский клуб» и «Страна». ЦТВ было создано целью формирования и развития пакета цифровых неэфирных телеканалов, распространяемых в кабельных и спутниковых сетях. В мае 2013 года в состав ЦТВ вошёл телеканал «История». В апреле 2014 году в ЦТВ вошли телеканалы «Русский детектив» и «IQ HD». А с июня 2014 года начал вещание первый в ЦТВ телеканал для детей «Мульт».
В сентябре 2014 года в результате сделки по приобретению ПАО «Ростелеком» доли АО «ЦТВ» в группу вошла компания ООО «НКС-Медиа» с телеканалами в активе: «Парк развлечений», «Мать и дитя», «24 Техно», «24 Док», «Настоящее страшное телевидение», «Страшное HD». В результате объединения ЦТВ объединил 18 телеканалов с выручкой 1,4 млрд рублей (телеканал «Россия HD» в сделку не вошёл).
В 2015 году медиахолдинг «Цифровое Телевидение» запустил телеканалы «Комедия», «Ani» и «Живая Планета», а также приступил к производству собственного анимационного контента.
В апреле 2016 года начал работу ещё один канал ЦТВ для детской аудитории — «Тлум HD».
В 2017 году телеканал «Парк развлечений» был перезапущен как телеканал «Cinema», который стал позиционироваться как канал для семейного просмотра, предлагающий классику мирового кинематографа и современные ленты, в первую очередь — европейские фильмы XX века. В том же году были заущены телеканалы «Доктор» и «Мультимузыка».
В 2018 году был открыт телеканал «FAN», специализирующийся на показе анимационного и игрового кино в жанре фэнтези и фантастики, в частности аниме.
1 декабря 2019 года был закрыт телеканал «Тлум HD». Вместо него стала вещать HD-версия телеканала «Мульт HD».
В 2020 году медиахолдинг запустил телеканал «Мосфильм. Золотая коллекция», всю сетку вещанию которого составляют как старые, так и новые фильмы киностудии «Мосфильм».
18 декабря 2023 года медиахолдинг «Цифровое телевидение» запустил новый телеканал для семейной аудитории «КиноМульт».
АО «Новые возможности» приобретает ЦТВ и Ростелеком выйдет из ЦТВ.

## Телеканалы
По состоянию на январь 2025 года вещает 22 телеканал:
- Ani — телеканал мировой анимации для детей от 6 лет.
- Cinema — телеканал голливудских блокбастеров и хитов мирового кинематографа.
- FAN — канал анимационных фильмов, сериалов и игрового кино в жанре фэнтези и фантастики.
- Доктор — научно-популярный телеканал о медицине.
- Живая планета — научно-популярный телеканал о природе.
- История — познавательный исторический телеканал.
- Киномульт — семейный телеканал для родителей с детьми от четырёх лет.
- Комедия — телеканал комедийных фильмов и сериалов.
- Мама — семейный телеканал о развитии и воспитании детей.
- Мосфильм. Золотая коллекция — телеканал, транслирующий фильмотеку киностудии «Мосфильм», а также высокобюджетные российские сериалы и художественные фильмы.
- Моя планета — телеканал о путешествиях.
- Мульт — телеканал российской анимации для детей младшего возраста.
- Мультимузыка — семейный телеканал с популярными песнями из мультфильмов, детских клипов и караоке.
- Настоящее страшное телевидение — телеканал фильмов и сериалов в жанре хоррора, триллера и мистики.
- Наука — телеканал о достижениях науки и техники.
- Патриот ― телеканал для тех, кто любит Россию, чтит историю страны, традиции, культуру и гордится подвигами и достижениями Родины.
- Русский бестселлер — канал российских многосерийных телевизионных фильмов и сериалов.
- Русский детектив — телеканал российских детективных фильмов и сериалов.
- Русский роман — телеканал российских мелодраматических фильмов и сериалов.
- Сарафан — семейный развлекательный телеканал.
- Страшное HD — телеканал фильмов и сериалов в жанре мистики в HD-качестве.
- Т24 — телеканал о достижениях российской науки в сфере гражданских и военных технологий.

## Закрытые телеканалы
- 24 Док
- IQ HD
- Бестселлер
- Бойцовский клуб
- Го
- Парк развлечений
- Планета HD
- Россия HD (до 1 ноября 2015)
- Спорт
- Спорт-1
- Страна
- Тлум HD

## Интернет-проекты
- i-mult.ru — сайт детских игровых приложений с контентом телеканала «Мульт».
- uralweb.ru — новостной портал Свердловской области.
- U-mama.ru — портал для родителей.

## Дочерние компании
Также в состав медиахолдинга входят:
- «Паровоз» — студия анимации.
- «STV» (АО «Спутниковое телевидение») — оператор спутникового телевидения.
- PIKE MEDIA LAB (ООО «Пайк Медиа Лаб») — компания, предоставляющая услуги технологической платформы для подготовки телевизионного вещания, обработки и хранения контента.
- «Сигнал Медиа» (ООО «Сигнал Медиа») — компания, осуществляющая продвижение телеканалов в пакеты провайдеров платного ТВ России и мира.
- «0+ Media» (ООО «Ноль плюс Медиа») — компания, занимающаяся продажей лицензионных прав на анимационные бренды, а также продажей рекламы на детских телеканалах.
- «MEDIAFILM» — компания, занимающаяся закупкой телевизионного и цифрового контента в России и в мире.
- АО «Детский Канал» — владелец бренда «Тима и Тома».

## Руководство
Генеральные директора ЦТВ:
- Гндолян Роберт Робертович (с апреля 2018 года)[29][30]
- Лыско Кирилл Владимирович (c 2013 по апрель 2018 года)[29][30]

## Аудитория
По данным MediaScope, у «Цифрового телевидения» самая большая в России аудитория (около 30 %) зрителей неэфирного телевидения.

## Финансовые показатели
По данным ФНС, выручка компании за 2021 год — 4,4 млрд руб., чистая прибыль — 805,3 млн руб.